# Metrocentro San Miguel
Metrocentro San Miguel es un centro comercial ubicado en la ciudad de San Miguel en El Salvador, propiedad de la empresa salvadoreña Grupo Roble; cuenta con más de 100 establecimientos comerciales nacionales e internacionales como Almacenes Siman, Super Selectos, Burger King, The Coffee Cup, La Curacao, Mister Donut, La Despensa de Don Juan (Propiedad de Walmart), Pizza Hut, KFC, Pollo Campero, entre otros; y 3 salas de cine de Cinemark.

## Historia
Fue inaugurado en el año 1994; siendo el mismo el tercer centro comercial de la cadena en el país, manejando una extensión de aproximadamente 30 mil metros cuadrados de construcción desde su última gran remodelación en 2006, con 151 locales de exposición para la diversidad de productos a los visitantes.
Metrocentro San Miguel fue el primer centro comercial de El Salvador en poseer una sala de cines fuera del área metropolitana de San Salvador.
Es uno de los cuatro centros comerciales con dicho nombre que opera Grupo Roble en El Salvador junto a Metrocentro San Salvador, Metrocentro Santa Ana y Metrocentro Sonsonate.